# Троїцьке (Новгород-Сіверський район)
Троїцьке — село в Україні, у Новгород-Сіверській міській громаді Новгород-Сіверського району Чернігівської області. Населення становить 537 осіб. До 2020 орган місцевого самоврядування — Троїцька сільська рада.

## Історія
Засноване наприкінці XVII століття. Належало Новогорд-Сіверському магістрату, з 1742 р. Олексію, а згодом Кирилу Розумовським.
1866 рік — 122 двори, 999 жителів, 1897 рік — 221 двір, 1210 жителів.
З 1923 року село (тоді – Риков)  стало адміністративним центром Риковського району Новгород-Сіверської округи, Чернігівської губернії, 260 дворів, 1512 мешканців. 
До 1934 року — Риков, з 1934 - Кірове. 1988 року у селі мешкав 661 житель. Діяли 8-річна школа (нині закрита), ФАП, пошта, будинок культури, бібліотека.
До 2016 року село носило назву Кірове.
12 червня 2020 року, відповідно до розпорядження Кабінету Міністрів України № 730-р «Про визначення адміністративних центрів та затвердження територій територіальних громад Чернігівської області», увійшло до складу Новгород-Сіверської міської громади.
19 липня 2020 року, в результаті адміністративно - територіальної реформи та ліквідації колишнього Новгород-Сіверського району, село увійшло до новоствореного Новгород-Сіверського району Чернігівської області.

## Населення

### Мова
Розподіл населення за рідною мовою за даними перепису 2001 року:
| Мова       | Кількість | Відсоток |
| ---------- | --------- | -------- |
| українська | 448       | 83.43%   |
| російська  | 89        | 16.57%   |
| Усього     | 537       | 100%     |

## Пам'ятки архітектури
- Мурована Троїцька церква (1772—1774).